# Krasni (Teuchezh)
Krásnenski (del ruso: Красненский) o Krasni (Красный) es un pueblo (posiólok) del raión de Teuchezh en la república de Adiguesia de Rusia. Está situado 19 km al oeste de Ponezhukái y al 80 km noroeste de Maikop, la capital de la república. Tenía 384 habitantes en 2010
Pertenece al municipio Pchegatlukáiskoye.